# Papa Malick Diop
Papa Malick Diop (Cherif-Lô, 1974. december 29. – ) szenegáli válogatott labdarúgó. 

## Pályafutása

### Klubcsapatban
1995-ben a szenegáli ASC Jeanne d'Arc csapatában kezdte a pályafutását. Az 1999–2000-es szezonban a Strasbourgban, a 2000–2001-es idényben a svájci Neuchâtel Xamax együttesében szerepelt. 2001 és 2008 között Franciaországban játszott. 2001 és 2005 között a Lorient, 2005–06-ban a Guingamp, 2006 és 2008 között a Metz játékosa volt.

### A válogatottban
1998 és 2006 között 56 alkalommal szerepelt az szenegáli válogatottban és 2 gólt szerzett. Részt vett a 2000-es és a 2004-es afrikai nemzetek kupáján, mellette tagja volt a 2002-es afrikai nemzetek kupáján ezüstérmet szerzett válogatott keretének és részt vett a 2002-es világbajnokságon is.

## Sikerei, díjai
FC Lorient
- Francia kupagyőztes (1): 2001–02
- Francia ligakupa döntős (1): 2001–02

Szenegál
- Afrikai nemzetek kupája döntős (1): 2002